# Communauté de vie chrétienne
Pour les articles homonymes, voir CVX et CLC.
 (mai 2010).
Si vous disposez d'ouvrages ou d'articles de référence ou si vous connaissez des sites web de qualité traitant du thème abordé ici, merci de compléter l'article en donnant les références utiles à sa vérifiabilité et en les liant à la section « Notes et références ».
La Communauté de vie chrétienne ou CVX (en anglais, Christian Life Community ou CLC) est une association internationale de laïcs catholiques, hommes et femmes, qui ont adopté la spiritualité ignacienne dans leur relation avec Dieu et manière de vivre: union spirituelle à Jésus-Christ et promotion des valeurs évangéliques dans le monde d'aujourd'hui. Elle compte environ 25 000 membres sur les cinq continents.

## Histoire
La CVX est la continuation des congrégations mariales fondées par le père jésuite Jean Leunis, au Collegio romano de Rome, à la fin du XVIe siècle. Refondées en 1952 et réunies en 1967 sous le nouveau nom de « Communauté de vie chrétienne » [CVX], ses statuts et règles générales ont été approuvés en 1971 puis révisés en 1990, lorsque le Conseil pontifical pour les laïcs lui a conféré le statut d'association internationale de fidèles.
Aujourd'hui, ses membres forment de petits groupes qui font partie de plus larges communautés au niveau régional et national, constituant ensemble une communauté mondiale. La CVX est présente dans 59 pays. Elle dispose à Rome d'un secrétariat international.
En Europe, la CVX est présente en Allemagne, Autriche, Belgique flamande, Belgique francophone, Croatie, Espagne, France, Grande-Bretagne, Hongrie, Irlande, Italie, Luxembourg, Malte, Pays-Bas, Pologne, Portugal, Slovénie et Suisse. Depuis 1980, l'équipe de liaison internationale Euro-Team encourage les liens entre ces 18 communautés nationales.